# Euphylidorea siouana
Euphylidorea siouana är en tvåvingeart som först beskrevs av Alexander 1929.  Euphylidorea siouana ingår i släktet Euphylidorea och familjen småharkrankar. Inga underarter finns listade i Catalogue of Life.